# Charles James Napier
Para el almirante de nombre similar, su contemporáneo en la Campaña Peninsular, ver Charles John Napier

General Sir Charles James Napier, GCB (10 de agosto de 1782-29 de agosto de 1853), fue un general del Imperio Británico y el Comandante en jefe del ejército de las Indias, notable por la conquista de la provincia de Sind, en lo que hoy es Pakistán.

## Orígenes familiares
Fue el hijo mayor del coronel (el honorable) George Napier y su segunda esposa, Lady Sarah Lennox, siendo éste el segundo matrimonio para ambos. Lady Sarah era la bisnieta del rey Carlos II. Napier nació en el Palacio de Whitehall en Londres y recibió parte de su educación en un colegio en Celbridge, Irlanda. Napier se unió al 33º regimiento de infantería del ejército británico en 1794, y decidió convertirse en un militar de carrera.

## La Guerra de la Independencia Española
Napier comandó el 50º Regimiento del Infantería durante la guerra de la independencia en la península ibérica contra Napoleón Bonaparte. Las acciones de Napier casi terminaron en la batalla de La Coruña, en la que fue herido y dado por muerto en el campo de batalla. Napier fue rescatado, apenas sin vida, por un artillero del ejército francés llamado Guibert, quien lo llevó como prisionero de guerra.
Napier se recuperó de sus heridas mientras se encontraba detenido cerca del cuartel general del mariscal Soult, desde donde fue devuelto a manos británicas. Ello le supondría a Napier ser galardonado con la medalla de oro del ejército.
Napier se ofreció para regresar a la península ibérica en 1810 y luchar nuevamente contra Napoleón en Portugal en la batalla del Côa y batalla de Bussaco, así como en la batalla de Fuentes de Oñoro y en la batalla de Badajoz (1812) (el segundo asedio de Badajoz) en Castilla, España, en donde participó como teniente coronel del regimiento 102. Por sus acciones en Bussaco y en Fuentes de Oñoro, Napier ganó la medalla de plata.
En 1838, Napier regresó a Inglaterra para convertirse en el comandante general del distrito norte británico.

## Servicio en India
En 1842, a la edad de 60 años, Napier fue nombrado comandante en jefe del ejército de las indias en la presidencia de Bombay. La política seguida por Lord Ellenborough (gobernador general) llevó a Napier a la provincia de Sindh (Scinde), con el fin de sofocar la insurrección de los gobernantes musulmanes que habían permanecido hostiles al imperio británico después de la primera guerra anglo-afgana. Napier lucha en contra de estos caciques y logrando sendas victorias tanto en la batalla de Miani (Meanee) contra el general Hoshu Sheedi y, posteriormente, en la batalla de Hyderabad logrando de este modo el sometimiento de la provincia de Sindh y su anexión por sus vecinos orientales.
Sus órdenes eran sólo para acabar con los rebeldes, sin embargo Napier fue más allá, logrando de este modo la conquista de la provincia de Sindh. Se suponía que Napier había enviado a sus superiores un mensaje corto con la palabra "peccavi", del latín "he pecado", el cual se trataba de un juego de palabras que indicar la conquista de Sindh. Este juego de palabras apareció en una caricatura en la revista Punch en 1844 bajo una caricatura de Charles Napier. La verdadera autora de la broma era, sin embargo, Catherine Winkworth, una adolescente inglesa, quien lo presentó a la revista Punch, que más tarde lo imprimiría como un informe de los hechos.
El 4 de julio de 1843, Napier fue nombrado Caballero de la Gran Cruz de la división militar de la Orden del Baño, en reconocimiento a sus importantes victorias en Miani y Hyderabad.
Napier también fue nombrado gobernador de la presidencia de Bombay por Lord Ellenborough. Sin embargo, bajo su dirección, la administración se enfrentó con la política de los directores de la Compañía Británica de las Indias Orientales, y Napier fue abolido de su cargo y como consecuencia de ello regresó a su casa disgustado. Posteriormente Napier sería nuevamente enviado a la India durante la primavera de 1849, con el fin de obtener la sumisión de los sikhs. Sin embargo, al llegar, Napier descubrió que ésta había sido ya realizada por Lord Gough y su ejército.
Napier se mantuvo por un tiempo como el comandante en jefe del ejército de las indias. También peleó continuamente con James Broun-Ramsay, primer Marqués de Dalhousie, el gobernador general de la India. Finalmente, Napier acabó renunciando a su cargo en la India, y regresó a Inglaterra por última vez. Napier sufría dolencias físicas como resultado de sus heridas durante la Guerra de la independencia y murió dos años más tarde en Oaklands, cerca de Portsmouth, Inglaterra, el 29 de agosto de 1853, a la edad de 71 años. La antigua casa de Napier es ahora parte del Oaklands Catholic School de Waterlooville. Sus restos fueron enterrados en la iglesia de la Guarnición Real en Portsmouth.

## Opinión sobre las insurgencias
El General Napier tuvo que sofocar varias insurgencias durante su mandato como Comandante en Jefe de la India, y una vez habló de su filosofía acerca de cómo hacerlo con eficacia:

La mejor manera de calmar a un país es una buena paliza, seguido de una gran bondad después. De este modo incluso los más salvajes son domesticados
Farwell Byron

También dijo una vez que:

La mente humana nunca está mejor dispuesta a la gratitud y el apego que cuando se suaviza a través del miedo.

Un ejemplo de la puesta en práctica de sus ideas se dio en la Batalla de Miani, donde la mayoría de la mirs se rindió. Uno de los líderes resistió y Napier le dijo:

Ven aquí inmediatamente. Ven aquí ahora mismo y arrodillate, o te colgaré delante de tu pueblo.

También reflexionó diciendo que:

Tan perversa es la humanidad que toda nación prefiere ser mal gobernada por su propio pueblo, antes que ser bien gobernada por otro.

## Memoriales
En 1903, el 25º Rifles de Bombay (que como el 25º regimiento de infantería de Bombay habían formado parte de la fuerza de Napier en la conquista de Sindh) pasó a llamarse el 125º rifles de Napier y que ahora es el 5º batallón (Napier) de los rifles de Rajputana.
Una estatua en honor de Sir Charles Napier por George Gamon Adams (1821-1898) se encuentra en el zócalo suroeste, de los cuatro zócalos existentes en Trafalgar Square, Londres.
La ciudad de Napier, en la región de Hawke Bay, de Nueva Zelanda lleva el nombre de Sir Charles Napier. El suburbio de Meeanee conmemora su victoria en la batalla de Miani.
La ciudad de Karachi en Sind (Pakistán) tuvo una carretera denominada Napier (ahora Shahrah-e-Altaf Hussain), una calle Napier (ahora carretera Mir Karamali Talpur) y los cuarteles Napier (ahora Cuartel Liaquat) en Shara-e-Faisal. En la zona del puerto también hay un muelle denominado Napier. En Manora, de la Iglesia de San Pablo, construida en 1864, hay un monumento a Napier.
Los jardines de Napier en Argostoli en la isla griega de Cefalonia se nombraron en honor a él.
Unos diez pubs en Inglaterra llevan su nombre, ya sea como Sir Charles Napier o como General Napier.
La Karachi Grammar School nombró a su segundo edificio más antiguo con el nombre de "edificio Napier".

## Más información
- Wikiquote alberga frases célebres de o sobre Charles James Napier.
- Sir Charles James Napier (1782-1853), biografía detallada.
- Sir Charles James Napier (1782–1853) (copia de la Enciclopedia Británica de 1911)
- Memorials & Monuments in the Royal Garrison Church Portsmouth